# Mount Gunter
Mount Gunter ist ein 1970 m hoher und markanter Berg mit schwarzen Felsenkliffs an der Westflanke an der Fallières-Küste des Grahamlands auf der Antarktischen Halbinsel. Er ragt 5 km östlich des Briggs Peak an der Westseite des Hariot-Gletschers auf.
Teilnehmer der British Graham Land Expedition (1934–1937) unter der Leitung des australischen Polarforschers John Rymill nahmen zwischen 1936 und 1937 eine erste grobe Vermessung vor. Luftaufnahmen und Trimetrogonvermessungen erfolgten im November 1947 bei der US-amerikanischen Ronne Antarctic Research Expedition (1947–1948). Der Falklands Islands Dependencies Survey nahm 1958 Vermessungen am Boden vor. Das UK Antarctic Place-Names Committee benannte den Berg am 31. August 1962 nach dem englischen Mathematiker Edmund Gunter (1581–1626), der 1620 ein Tabellenwerk mit logarithmischen Sinus- und Tangentensätzen veröffentlichte, welches die Methoden der Navigation revolutionierte.